# Yuri Tsap
Yuri Tsap –en ucraniano, Юрій Цап– (22 de julio de 1992) es un deportista ucraniano que compite en esgrima, especialista en la modalidad de sable. Ganó una medalla de plata en el Campeonato Europeo de Esgrima de 2022, en la prueba por equipos.

## Palmarés internacional
| Campeonato Europeo | Campeonato Europeo | Campeonato Europeo | Campeonato Europeo |
| Año                | Lugar              | Medalla            | Prueba             |
| ------------------ | ------------------ | ------------------ | ------------------ |
| 2022               | Antalya (Turquía)  | Medalla de plata   | Sable por equipos  |